# Pop Corn/Nel giardino di Tamara
Pop Corn/Nel giardino di Tamara è un singolo del gruppo musicale italiano La Strana Società, pubblicato nel luglio 1972.

## Descrizione
Il brano sul lato A, Pop Corn, è una cover di Popcorn, brano di musica elettronica, composto nel 1969 dal compositore statunitense di origini tedesche Gershon Kingsley.
Nel giardino di Tamara, sul lato B, è invece la cover dell'omonimo brano inciso l'anno precedente dai La Quinta Faccia nell'album Nuovi complessi d'avanguardia da Radio Montecarlo
Su Ciao 2001 il disco venne recensito in maniera positiva:
.

## Tracce
Lato A
1. Pop Corn (musica: Gershon Kingsley; edizioni musicali Gallazzi)

Lato B
1. Nel giardino di Tamara (testo: Vic Nocera – musica: Roberto Valle; edizioni musicali Usignolo)

## Formazione
- Celestino Scaringella: voce in Nel giardino di Tamara
- Valerio Liboni: batteria
- Luigi Catalano: chitarra
- Gianni Foresti: basso elettrico
- Carlo Lena: tastiera elettronica